# Central Board of Film Certification
Central Board of Film Certification (em português: Conselho Central de Certificação de Cinema) é uma organização governamental indiana fundada em 1952 pelo Ministério de Informação e Certificação e o GoI. É encarregada de "regular a exibição pública de filmes sob as disposições do Cinematograph Act, de 1952". Os filmes podem ser exibidos publicamente na Índia só depois que eles são certificados pelo Conselho, incluindo os filmes exibidos na televisão. O CBFC Índia é considerado um dos mais poderosos conselhos de censura de filmes no mundo devido às suas formas rígidas de funcionamento.